# Vladimír Nosek
Vladimír Nosek (1963, Písek, Československo) je český lékař a horolezec. V prosinci roku 2005 dokončil jako druhý Čech projekt Seven Summits (první byl Miroslav Caban).

## Horolezectví
Horolezectvím se zabývá od roku 1981. Má za sebou množství zimních výstupů severními stěnami Vysokých Tater, letní i zimní výstupy v Západních Alpách a na Kavkaze, sedmkrát stál na sedmitisícových vrcholech Pamíru a Ťan-šanu. Na jaře roku 1998 podnikl s Radkem Jarošem expedici na Everest. Horolezci vyrazili severní stranou z Tibetu a nevyužívali kyslík ani výškové nosiče. Na vrcholu stanuli 19. 5. 1998.
 V roce 2005 výstupem na Vinson Massif završil výstupy na nejvyšší vrcholy všech světadílů – Korunu planety. (Jeho tehdejší spolulezec Radek Jaroš mezi tím vystoupil na čtrnáct osmitisícovek /-2014/ a Korunu planety završil v říjnu 2019).